# 駒林村
駒林村（こまばやしむら）は、かつて新潟県北蒲原郡にあった村。

## 沿革
- 1889年（明治22年）4月1日 - 町村制施行に伴い北蒲原郡駒林村、五郎巻新田が合併し、駒林村が発足。
- 1901年（明治34年）11月1日 - 北蒲原郡京ヶ瀬村、小島村と合併し、京ヶ瀬村を新設して消滅。